# 한소민
한소민(본명: 박소민, 1986년 2월 15일 ~ )은 대한민국의 가수, 배우, 싱어송라이터이다.

## 개요
'맑은 소민 고운 소민' 가수 한소민은 이지연의 〈바람의 멈추어다오〉를 듣고 가수의 꿈을 키웠다. i.netTV 방송 코러스를 시작으로 대학가요제 forerver, Big4 콘서트(김용임, 박현빈, 신유, 박상철) 등 다수의 성인가요 가수들의 코러스를 하며 실력을 쌓아 왔다. 발라드 가수를 준비하다가 2017년 트로트 가수로 데뷔했으며, 연극 무대를 비롯해 TV 드라마에도 출연 중이고, 라디오 DJ, TV 리포터 등 본업인 가수를 비롯해 싱어송라이터, 모델, 리포터, 배우, 무대감독 등으로 활동하고 있다. 자신의 곡 〈좋아〉를 작사 작곡했다. 고교에서 시각정보디자인 전공해서 본인이 직접 앨범 표지 디자인을 했다.

## 데뷔
2017년 4월 18일 싱글 《신나게 멋지게》를 먼저 발매하며 데뷔했고, 5월 12일 몇 곡을 더 추가해서 EP(미니) 《신나게 멋지게》를 발매했다.

## 생애
한소민은 외할머니가 살던 경기도 가평군에서 태어났고 출신지인 인천광역시에서 성장했다. 이지연의 〈바람의 멈추어다오〉를 듣고 가수의 꿈을 키웠다. 고등학교에서 시각정보디자인을 전공했다. 대학에서 실용음악을 전공하고 가이드 보컬로 활동을 시작했다. 이후 i.netTV 방송에서 코러스를 담당했다. 홀로 인터넷 쇼핑몰을 3년간 운영했으며, 가수의 꿈을 버리지 못해 각종 가요제에 참가해 다수의 상을 수상했는데 특히 전국노래자랑에서 최우수상을 받으며 아버지로 부터 가수의 길을 허락받았다.

## 음반
- 2017.04.18. 싱글 《신나게 멋지게》, 수록곡〈신나게 멋지게〉(작사/작곡/편곡: 조성욱), (장르: 트로트, 발매사: RIAK, 기획사: (주)미래디지털웍스)
- 2017.05.12. EP(미니) 《신나게 멋지게》, 수록곡〈신나게 멋지게〉(작사/작곡/편곡: 조성욱), 〈아니 아니야〉(작사/작곡: 김화수, 편곡: 조성욱), 〈봉 잡은 남자〉(작사/작곡/편곡: 조성욱),〈꿈에라도〉(작사/작곡/편곡: 조성욱) (장르: 트로트, 발매사: RIAK, 기획사: (주)미래디지털웍스)
- 2020.02.14. 싱글 《좋아》, 수록곡〈좋아〉(작사/작곡: 한소민, 편곡: 조성욱), (장르: 세미트로트, 발매사: RIAK, 기획사: 에이앤티 뮤직)
- 2022.02.22. 싱글 《울었어 (Crying)》, 수록곡 〈울었어 (Crying)〉(작사/작곡: 미스타킴, 편곡: 제이믹), (장르: 세미트로트, 발매사: 오감엔터테인먼트, 기획사: 리얼엔터테인먼트)
- 2022.07.31. 싱글 《이플 소민》, 수록곡〈뻔뻔〉(작사/작곡: 미스타킴, 편곡: 제이믹), (장르: 댄스 팝, 발매사: RIAK, 기획사: )

## 활동
- 2017년 4월 18일 디지털 싱글 《신나게 멋지게》를 발매했다. 〈매일매일 기다려〉를 부른 그룹 '티삼스'의 리더이자 베이시스트였던 조성욱이 작사, 작곡했다. 코러스는 한소민이 직접했다. 신나는 비트의 경쾌한 락 사운드에 '한소민'의 상큼한 목소리가 더해져 남녀노소 누구나 신나게 즐길 수 있는 곡으로 탄생되었다.[1]

- 2017년 5월 12일 첫 미니(EP) 앨범 《신나게 멋지게》를 발매했다. 2번 트랙 〈아니 아니야〉는 김화수가 녹음실에 방문하였다가 우연히 한소민의 노래를 들어보고 가능성을 인정하여 그날 밤으로 만들었는데 '떠나려는 님을 보낼 수 없다'는 내용이다. 한소민이 직접 앨범 자켓 디자인에 참여했으며, 모든 수록곡의 코러스도 한소민이 했다.[2]

- 2020년 2월 14일 한소민이 처음 작사, 작곡한 싱글 《좋아》를 발매했다. 〈좋아〉는 귀엽고 중독성 있는 가사로 만들어진 세미 트로트 노래다. 코러스도 한소민이 했다.[3] 가사 중에 '좋아'라는 단어는 75회나 등장한다.

- 2022년 2월 22일 오후 2시[4]에 싱글 《울었어 (Crying)》를 발매했다. 〈울었어〉는 하우스 템포, 중독성 강한 후렴구가 절묘하게 어우러진 ‘트로피컬 EDM’곡이다. 강렬하고 무거우면서도 따듯한 트로피컬 EDM 비트 위에 가슴 찢어지는 슬픈 이별을 애써 담담하게 내뱉는 성숙한 헤어짐을 노래하는 곡으로, 덤덤히 이별을 노래하는 한소민의 쓸쓸하고 담백한 목소리를 제이믹의 슬픈 기타선율이 그녀의 음색을 돋보이게 해주며 차분히 이별을 받아들이는 감성을 잘 이끌어냈다.[5]

- 2021년 부터 MBC 《신비한TV 서프라이즈》에서 주연 및 조연으로 활약하고 있다.

- 2023년 4월 14일 《제41회 인천연극제》 출품작 〈불어라 봄바람〉, 4월 16일 극단 '알' 창단 기획공연 〈당신과 함께라서 행복합니다 사랑합니다〉 두 작품의 무대감독을 맡으며 연극 무대감독으로 데뷔하였다.

## TV
- 울산MBC 《울산을 틀어라 울트라》 출연
- 경기아트센터 《경기팝스 앙상블》 객원 보컬
- 아이넷TV 《가요사랑 콘서트》 출연
- 이천 특수전사령부 《특전인을 위한 콘서트》 초대가수
- 2021.10.07. 여수MBC 《오마이싱어》 112회, 한소민 & 정윤희 편 ,〈좋아〉,〈사랑사랑 누가 말했나〉
- 2022.10.21. inet TV 《음악을 색칠하다》,〈누구라도 그러하듯이〉(배인숙)
- 2023.01.27. KBS청주 《무대를 빌려드립니다》,〈짠짜라〉,〈좋아〉,〈너 나 좋아해 나 너 좋아해〉,〈꽃길〉,〈울었어〉
- 2025.03.09. MBC 《신비한TV 서프라이즈》 "남자친구 집에서 발견된 비밀의 문?! 그 안에서 발견된 사람의 충격적인 정체" 편

## 드라마
- 2021년 ~ MBC 《신비한TV 서프라이즈》주연/조연

## 라디오
- 2021.02.03. 여수MBC 《신나는 오후》 전화노래자랑 심사,〈좋아〉,〈얼쑤〉, 클로징〈아니 아니야〉
- 2021.07.08. 여수MBC 《신나는 오후》 현진우 & 한소민,〈사랑사랑 누가 말했나〉,〈아니 아니야〉,〈얼쑤〉,〈좋아〉,〈메들리:첫차, 연안부두, 무조건〉
- 2021.07.09. 관악FM 《GFM 가요톡톡》DJ 최상아 & 김시아, (초대가수: 김선준, 한소민),〈좋아〉,〈아니 아니야〉
- 2021.08.19. BBS 불교방송 《김흥국의 백팔가요》 '흥해라, 흥!-한소민', 〈오라버니〉,〈사랑사랑 누가 말했나〉,〈아니아니야〉,엔딩〈신나게 멋지게〉
- 2021.08.24. 관악FM 《GFM 가요톡톡》DJ 주리스 & 김선준, (초대가수: 한소민)
- 2021.08.27. TBS 《최일구의 허리케인 라디오》'힘든싱어', 한소민 vs 진화,〈여여〉(금잔디),〈사랑님〉(김용임)
- 2021.11.23. 관악FM 《GFM 가요톡톡》DJ 한소민 & 김선준, (초대가수: 사투리 킴)
- 2021.11.25. 관악FM 《김보리의 뮤직카페》with 골드 (게스트 : 한소민)
- 2021.11.30. 관악FM 《GFM 가요톡톡》DJ 한소민 & 김선준, (초대가수: 전창훈)
- 2021.12.07. 관악FM 《GFM 가요톡톡》DJ 한소민 & 진영, (초대가수: 하이엘(Hi-L))
- 2021.12.20. 관악FM 《GFM 가요톡톡》DJ 한소민 & 김선준, (초대가수: 김미영)
- 2021.12.21. 관악FM 《GFM 가요톡톡》DJ 한소민 & 김선준, (초대가수: 밴드 링크)
- 2022.01.04. 관악FM 《GFM 가요톡톡》DJ 한소민 & 김선준, (초대가수: 은샘,한수)
- 2022.01.11. 관악FM 《GFM 가요톡톡》DJ 한소민 & 김선준, (초대가수: 당찬)
- 2022.01.13. 여수MBC 《신나는 오후》 당찬 & 한소민, 〈오라버니〉,〈좋아〉,〈바람아 멈추어다오〉,〈메들리:첫차, 연안부두, 무조건〉
- 2022.01.21. 관악FM 《GFM 가요톡톡》DJ 한소민 & 김선준, (초대가수: 해주)
- 2022.01.25. 관악FM 《GFM 가요톡톡》DJ 한소민 & 김선준, (초대가수: 양수아,이상예)
- 2022.02.08. 관악FM 《GFM 가요톡톡》DJ 한소민 & 김선준, (초대가수: 정하영)
- 2022.02.21. 관악FM 《한소민 & 김선준의 가요톡톡》(초대가수: 홍서연), DJ
- 2022.02.22. 관악FM 《김선준 & 한소민의 가요톡톡》(초대가수: 유현정), DJ
- 2022.02.24. BBS 불교방송 《김소유의 백팔가요》 '임인년에도 흥해라, 어흥!-한소민', 〈울었어〉,〈바람아 멈추어다오〉,〈꽃길〉,〈벌써 이 밤이 다 지나고〉,엔딩〈좋아〉
- 2022.03.22. KBS청주 《이해수의 라디오 스타》초대가수 〈울었어〉,〈바람아 멈추어다오〉,〈좋아〉
- 2022.03.24. 여수MBC 《신나는 오후》 ,〈벌써 이밤이 다 지나고〉,〈울었어〉,〈좋아〉,〈꽃길〉,〈메들리:사랑사랑 누가 말했나, 바람아 멈추어다오, 너 나 좋아해 나 너 좋아해〉
- 2022.04.26. 관악FM 《소민 & 당찬의 가요톡톡》(초대가수: 미스임), DJ
- 2022.06.21. 관악FM 《선준 & 정호의 가요톡톡》(초대가수 : 한소민, 당찬),〈울었어〉,〈너 나 좋아해 나 너 좋아해〉
- 2022.07.26. 관악FM 《한소민 & 김선준의 가요톡톡》(초대가수: 용호킴, 혜자), DJ
- 2022.09.13. 관악FM 《선준 & 소민의 가요톡톡》(초대가수: 신이나), DJ
- 2022.10.19. CJB Joy FM 《박용관의 라디오쇼》 초대가수 〈좋아〉,〈울었어〉,〈너 나 좋아해 나 너 좋아해〉
- 2022.11.07. 마포FM 《복고복고》 초대가수 〈울었어〉,〈좋아〉,〈봉 잡은 남자〉,엔딩 〈신나게 멋지게〉
- 2022.11.29. 관악FM 《선준 & 소민의 가요톡톡》(초대가수: 한주아), DJ
- 2022.12.15. 관악FM 《김보리의 뮤직카페》 with 골드, 게스트 〈좋아〉,〈울었어〉
- 2022.12.28. BTN라디오 《별사랑의 별하나 사랑둘》 82회 '려화, 당찬, 한소민',〈울었어〉,〈좋아〉,〈너 나 좋아해 나 너 좋아해〉
- 2023.05.17. 관악FM 《하로 최승일의 봉사리팝스》 게스트 〈울었어〉, 〈뿌요뿌요〉 한소민X김선준

## 인터넷
- 2020년 골피방송 《썬글라스 투맨쇼》게스트,《대결노래방》8회 우승
- 2021년 골피방송 《찐팬대항전》14회 우승
- 2022년 골피방송 《두남자쇼》게스트, 한소민 & 당찬

## MC, DJ, 리포터
- 광주MBC 〈오메전라도〉리포터
- 관악FM 《생방송 가요톡톡》 DJ
- 《2023 제1회 K-POP세계연맹 정의송 가요제 - 2월 예선》MC
- 2023.01. WBS 복지TV 토크쇼《사인사색(四人四色) 시즌2》사회자[6]

## 모델
- 아레브 마스크 광고 모델

## 공연
- 2016년 힐링 연극 콘서트 《트로트 천막 디너쇼》 '2016 방자전'
- 2020.11.24.《국악과 트로트의 만남 - 김제》(김제문화예술회관 대공연장), 〈목포행 완행열차〉,〈내 나이가 어때서〉,〈트로트 메들리〉[7]
- 2020.11.25.《국악과 트로트의 만남 - 연천》(연천수레울아트홀 대공연장)

## 연극
- 2016년 《송도 세계문화관광 축제》 '트로트 뮤지컬 방자전'
- 2016년 《제물포 예술제》 마당극 《인천 방자전》 (인천종합예술문화회관 소극장)
- 2022.10.07. 안산 《제36회 별망성 예술제》 개막공연 〈별망 아리랑〉, 주인공 별이 역
- 2023.04.14. '제41회 인천연극제' 출품작 〈불어라 봄바람〉(문학시어터), 무대감독
- 2023.04.16. 극단 '알' 창단 기획공연 〈당신과 함께라서 행복합니다 사랑합니다〉(부천소극장극예술공간), 무대감독

## 행사
- 2022.09.30. 《제2회 하우고개 향나무숲 힐링음악회》 (파주 운정3동 행정복지센터), 초대가수 〈짠짜라〉,〈울었어〉,〈너나 좋아해 나너 좋아해〉,〈진이〉
- 2022.10.29. 《제34회 진천군 의용소방연합회 기술경연 대회》(진천 역사테마공원), 초대가수 〈너나 좋아해 나너 좋아해〉,〈울었어〉,〈진이〉
- 2023.02.24. 《2023 제1회 K-POP세계연맹 정의송 가요제 - 2월 예선》 MC, 초대가수 〈울었어〉
- 2023.03.18. 《2023 스즈키 오픈데이 축하공연》초대가수〈지니〉,〈뿌요뿌요〉한소민x김선준
- 2023.04.23. 《개교 102년 25회 수안보초등학교 총동문 한마음 체육대회》 초대가수 〈울었어〉,〈오라버니〉
- 2023.04.21. 《경기팝스앙상블 공연》 객원가수 (경기아트센터 소극장)

## 수상
- 2012년 《마포종점 가요제》 금상
- 2013년 강릉MBC 《웰빙노래세상》 연말결선 은상
- 2015년 《제15회 강화 새우젓축제 가요제》 대상
- 2016년 KBS 1TV 《전국노래자랑》 인천 옹진군편, 최우수상, 〈애가 타〉(장윤정)[8]
- 2019년 《2019 케이소울 뮤직페스티벌》 TOP3 - 최성수&박소민 풀잎사랑
- 2021년 《제29회 대한민국 문화연예대상》 성인가요 부분 - 신인상
- 《대한가수협회 용인지부 경기도의회의장》 표창
- 2022.01.20. 《2022년 제 9회 대한민국 지식경영대상》문화예술 부문

## 학력
- 서울디지털대학교 실용음악과

## 경력
- 《서치코 연예홍보위원회》 홍보대사
- 2022.10.28. 《서울특별시 전의경 재향경우회》홍보대사
- 2022.11.30. 《아시아파워브랜드대상》홍보대사

## 기타
- 신체 : 키 166cm, 체중 47kg
- 개인기 : 요요미 성대모사
- MBTI : ISFP-A / ISTP-A
- 좋아하는 색 : 흰색
- 반려견 : 홍삼이(웰시코기), 코코(푸들)